# Хоффманн-Ла Рош, Фриц
Фриц Хоффманн-Ла Рош (1868—1920) — швейцарский предприниматель, основатель Hoffmann, Traub & Co, из которой выросла корпорация Roche Holding.

## Биография

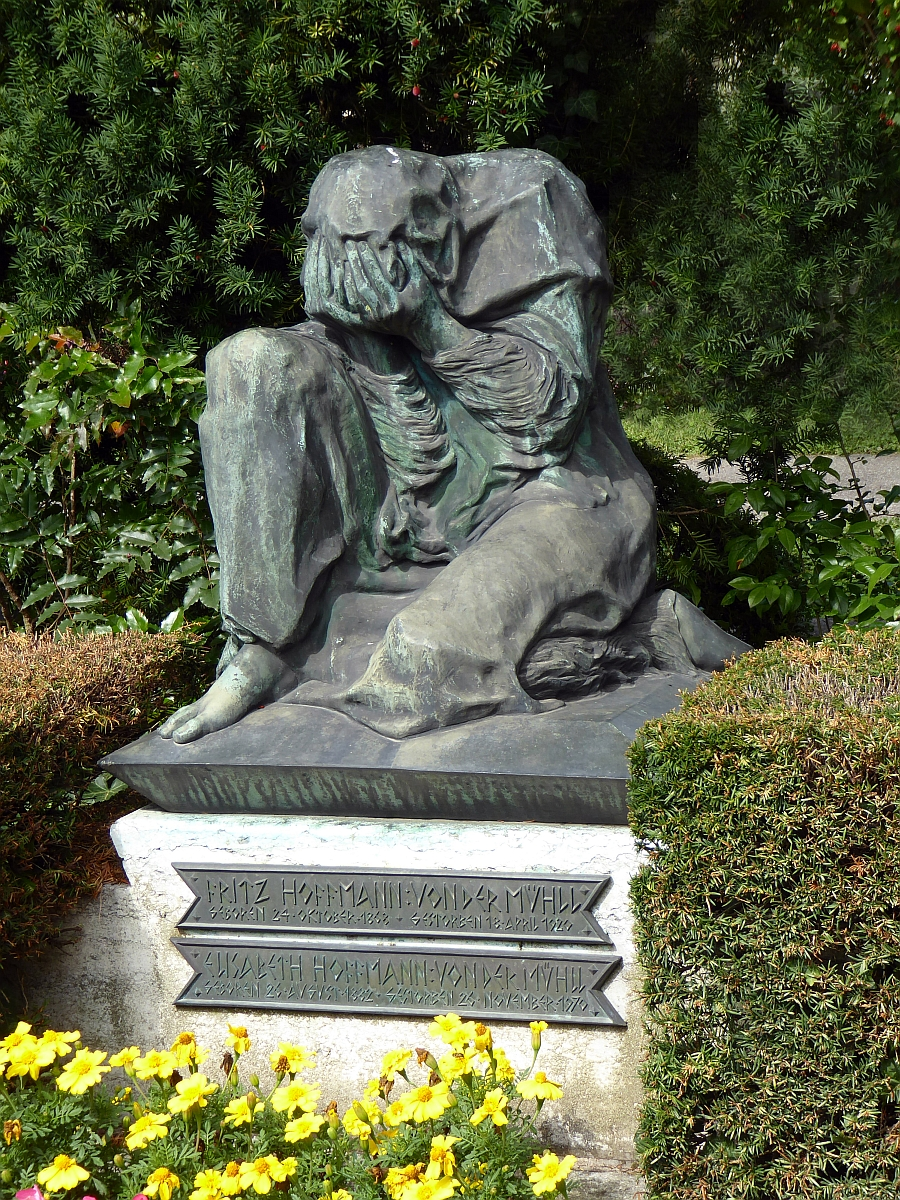
Могила Фрица Хоффманн-Ла Роша

Родился 24 октября 1868 года в Базеле. Он был третьим ребенком Фридриха Хофмана и Анны Элизабет Мериан, которые происходили из известных базельских семей. Дедушка матери (Иоганн Якоб Мериан) был основателем торговой компании Frères Merian. Семья отца с 1669 года занималась производством позументов, затем стали производить анилиновые красители.
Фриц Хоффманн учился в Ивердоне, затем в базельской аптеке Bohny, Hollinger & Co. Работал в лондонской химической торговой компании; с 1892 года — в магазине колониальных товаров в Гамбурге. В 1893 году стал деловым партнером аптеки Bohny, Hollinger & Co, где возглавил химическую лабораторию, где производили воск для натирания полов и эфирные масла. Получив от отца 90 000 швейцарских франков, выкупил лабораторию и в 1894 году вместе с Максом Карлом Траубом (1855—1919) создал компанию Traub & Co., которая начала с разработки средства для лечения ран под названием Airol, которое, однако, имело небольшой коммерческий успех.
В 1895 году Фриц Хоффманн женился на Адель Шарлотте Ла Рош (1876—1938), дочери Эммануэля Альфреда Ла Роша (1840—1923) и Адельхайд (урожденной Пассаван; 1847—1927).
Когда в 1896 году Трауб покинул компанию, 1 октября она была переименована в F. Hoffmann-La Roche & Co. и в том же году Хоффманн нанял химика Эмиля Кристофа Баррелла. В 1898 году в компании был создан сироп от кашля Сиролин, который несмотря на сомнительную эффективность, имел коммерческий успех, сделавший Фриц Хоффманна очень богатым. Хоффманн одним из первых осознал, что промышленное производство лекарств станет важным шагом вперед в борьбе с болезнями. Для продвижения своего продукта им были созданы филиалы компании в Германии (1897), Париже (1903), Нью-Йорке (1905), Вене (1907), Лондоне (1908), Санкт-Петербурге (1910) и Иокогаме (1912).
В 1918 году Хоффманн серьёзно заболел. В апреле 1919 года его здоровье продолжало ухудшаться и летом того же года он развёлся со своей женой Аделью и женился на своей давней возлюбленной Элизабет фон дер Мюль (1882–1970), с которой переехал в Тичино. В марте 1920 года он вернулся в Базель, будучи смертельно больным, и умер там 18 апреля 1920 года. Был на кладбище Вольфготтезаккер. Надгробную скульптуру создал Иоганн Михаэль Боссард.